# Miłogórze
Miłogórze (deutsch Liewenberg) ist ein Dorf in der polnischen Woiwodschaft Ermland-Masuren. Es gehört zur Landgemeinde Lidzbark Warmiński (Heilsberg) im Powiat Lidzbarski (Kreis Heilsberg).
|  |

## Geographische Lage
Miłogórze liegt im nördlichen Westen der Woiwodschaft Ermland-Masuren, sieben Kilometer südwestlich der Kreisstadt Lidzbark Warmiński (Heilsberg).

## Geschichte
Liwenberg, erst nach 1785 Liewenberg geschrieben, wurde 1874 in den neu errichteten Amtsbezirk Reichenberg (polnisch Kraszewo) im ostpreußischen Kreis Heilsberg, Regierungsbezirk Königsberg, eingegliedert.
Im Jahre 1910 waren in Liewenberg 545 Einwohner gemeldet. Ihre Zahl stieg bis 1933 auf 576 und belief sich 1939 auf 569.
In Kriegsfolge kam das gesamte südliche Ostpreußen 1945 zu Polen. Liewenberg erhielt die polnische Namensform „Miłogórze“ und ist heute eine Ortschaft im Verbund der Gmina Lidzbark Warmiński (Landgemeinde Heilsberg) im Powiat Lidzbarski (Kreis Heilsberg), von 1975 bis 1998 der Woiwodschaft Olsztyn, seither der Woiwodschaft Ermland-Masuren zugehörig.

## Religion

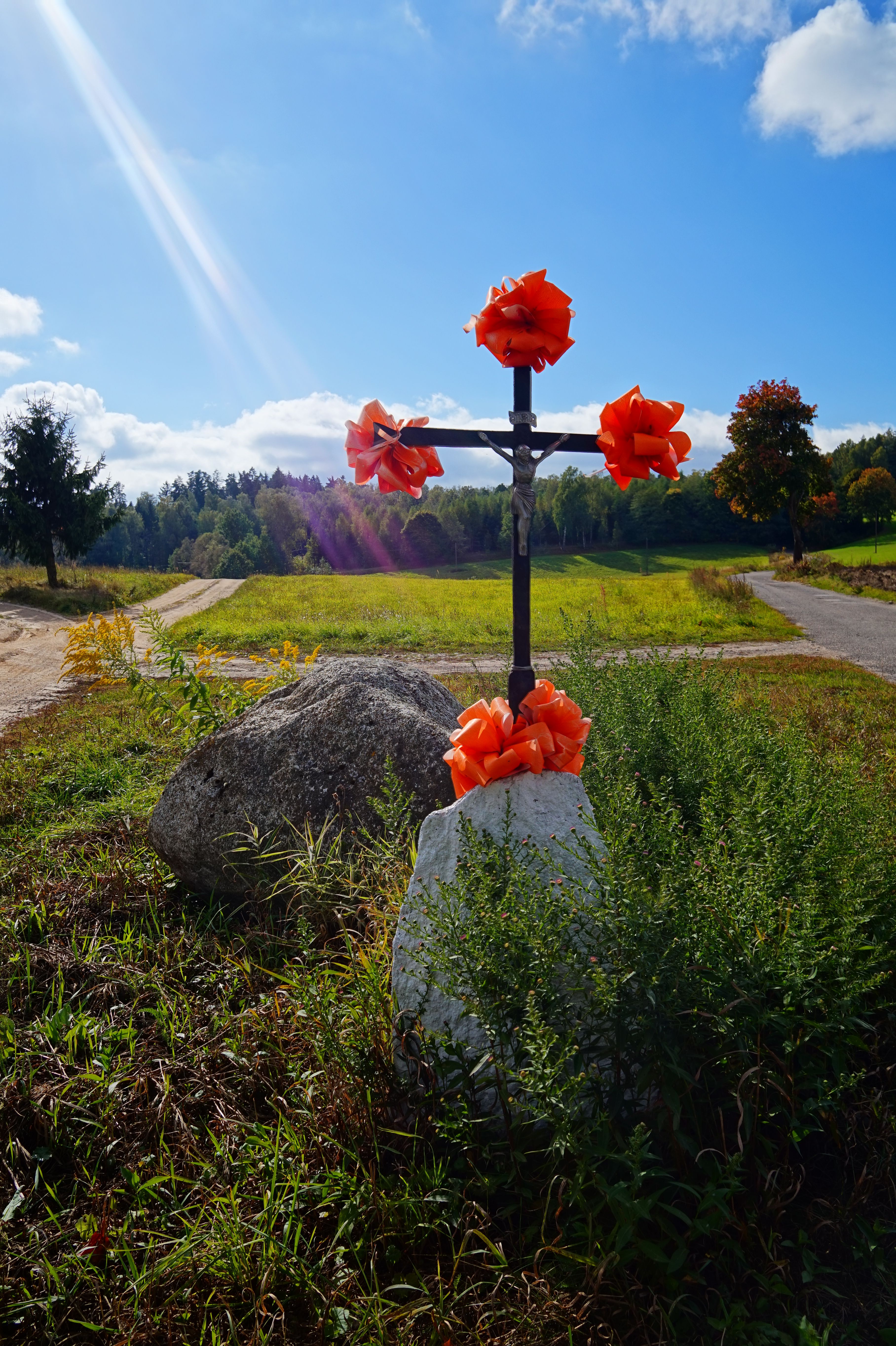
Wegekreuz bei Miłogórze

Wie bereits Liewenberg vor 1945, so gehört Miłogórze auch heute zur römisch-katholischen Pfarrei in Kraszewo (Reichenberg), jetzt im Erzbistum Ermland gelegen.
Vor 1945 war Liewenberg zudem in die evangelische Kirche Heilsberg in der Kirchenprovinz Ostpreußen der Kirche der Altpreußischen Union eingegliedert. Seither ist Miłogórze der Diözese Masuren der Evangelisch-Augsburgischen Kirche in Polen zugeordnet.

## Verkehr

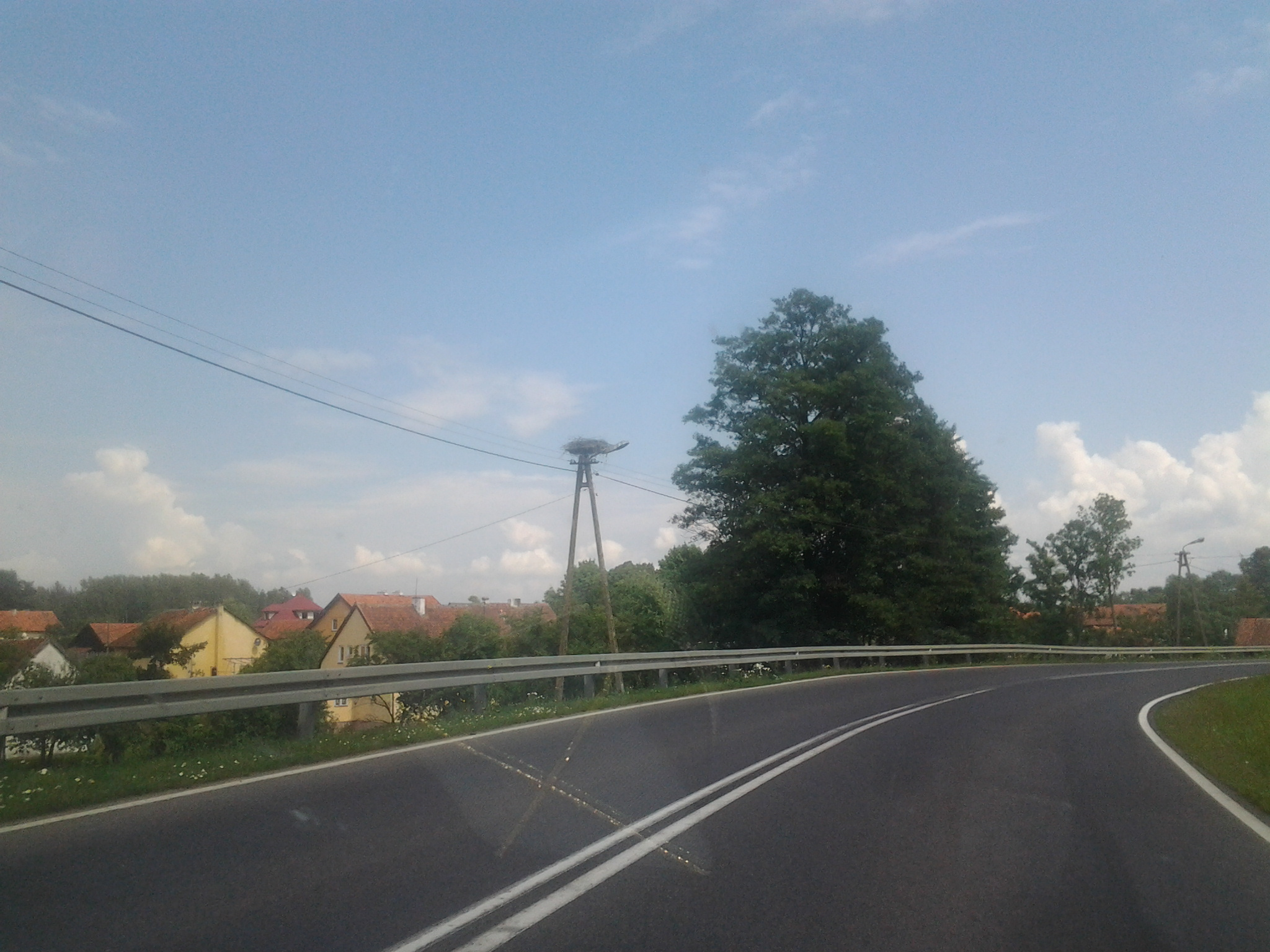
Die Droga krajowa 51 bei Miłogórze

Durch Miłogórze verläuft die verkehrsreiche polnische Landesstraße 51 (hier im Abschnitt der einstigen deutschen Reichsstraße 134), die heute die Woiwodschaftshauptstadt Olsztyn (Allenstein) mit der polnisch/russischen Staatsgrenze (EU-Außengrenze) verbindet. Zwischen dem polnischen Bezledy (Beisleiden) und der russischen Stadt Bagrationowsk (Preußisch Eylau) besteht kein Grenzübergang.
Nach Miłogórze führen noch zwei lokale Nebenstraßen aus Pomorowo (Pomehren) und Stryjkowo (Sternberg).
Eine Bahnanbindung besteht nicht.